# 第71屆柏林影展
第71屆柏林影展（德語：71. Internationalen Filmfestspiele Berlin）因應嚴重特殊傳染性肺炎疫情而計畫於2021年3月1日至3月5日舉辦線上影展，惟評審團成員仍將前往柏林於大銀幕觀賞競賽單元影片並評獎。
本屆影展不設立評審團主席，而銀熊獎的演員獎也不再以性別區分，改頒發「最佳主角獎」與「最佳配角獎」。

## 評審團

### 正式競賽
- 潔絲米拉·茲巴尼奇：導演。(2006年金熊獎得主)
- 詹弗蘭科·羅西：導演。(2016年金熊獎得主)
- 伊爾蒂蔻·恩伊達：導演。(2017年金熊獎得主)
- 阿狄娜·潘提琳（英语：Adina Pintilie）：導演。(2018年金熊獎得主)
- 那達夫·拉匹：導演。(2019年金熊獎得主)
- 穆罕默德·拉素羅夫：導演。(2020年金熊獎得主)

## 官方單元

### 正式競賽
以下電影（依首映順序）被選定為競賽片，可角逐金熊獎和銀熊獎：
| 片名                           | 原文片名                               | 導演                          | 出品國                          |
| ------------------------------ | -------------------------------------- | ----------------------------- | ------------------------------- |
| 《引言》                       | 인트로덕션                             | 洪常秀                        |                                 |
| 《永別了，柏林》               | Fabian oder Der Gang vor die Hunde     | 多米尼克·格拉夫               | 德国                            |
| 《信天翁》                     | Albatros                               | 札維耶·波瓦                   | 法國                            |
| 《鄰家》                       | Nebenan                                | 丹尼爾·布爾                   | 德国                            |
| 《回憶之盒》                   | الدفاتر                                | 喬安娜·哈吉托馬斯 喀利·裘睿哲 | 黎巴嫩、 加拿大、 法國、        |
| 《警察電影》                   | Una Película de Policías               | 阿隆索·魯伊茲帕拉西歐         | 墨西哥                          |
| 《我是你的完美男友》           | Ich bin dein Mensch                    | 瑪麗亞·許瑞德                 | 德国                            |
| 《森林：隨處可見》             | Rengeteg - mindenhol látlak            | 弗利格奧夫·拜奈代克           | 匈牙利                          |
| 《倒楣性愛和瘋狂A片》          | Babardeală cu bucluc sau porno balamuc | 拉杜·裘德                     | 羅馬尼亞、 盧森堡、 捷克        |
| 《自然光線》                   | Természetes fény                       | 迪奈斯·納吉                   | 匈牙利、 拉脫維亞、 法國、 德国 |
| 《偶然與想像》‡                | 偶然と想像                             | 濱口龍介                      | 日本                            |
| 《小媽媽》                     | Petite Maman                           | 瑟琳·席安瑪                   | 法國                            |
| 《当我们仰望天空时看见什么？》 | რას ვხედავთ როდესაც ცას ვუყურებთ?      | 亞歷山大·科貝里澤             | 格鲁吉亚、 德国                 |
| 《巴赫曼老師的教室》           | Herr Bachmann und seine Klasse         | 瑪麗亞·史佩思                 | 德国                            |
| 《伊朗式審判》                 | قصیده گاو سفید                         | 貝塔什·薩納哈 瑪莉雅姆·莫卡達 | 伊朗、 法國                     |

‡ 表示為LGBT題材電影，可角逐泰迪熊獎。

### 邂逅
以下電影被選進邂逅單元，可角逐該單元最佳影片、最佳導演及評審團特別獎：
| 片名               | 原文片名                   | 導演                              | 出品國                                    |
| ------------------ | -------------------------- | --------------------------------- | ----------------------------------------- |
| 《如我所望》       | As I Want                  | Samaher Alqadi                    | 埃及、 法國、 挪威、 巴勒斯坦             |
| 《沉默代號》       | Azor                       | Andreas Fontana                   | 阿根廷、 法國、 瑞士                      |
| 《驗收測試》       | The Beta Test              | 吉姆·卡明斯 PJ McCabe             | 美国、 英国                               |
| 《吸血者》         | Blutsauger                 | Julian Radlmaier                  | 德国                                      |
| 《區域盡頭》       | Mantagheye payani          | Bardia Yadegari Ehsan Mirhosseini | 伊朗、 德国                               |
| 《女孩與蜘蛛》‡    | Das Mädchen und die Spinne | 拉曼·楚舍 席爾萬·楚舍             | 瑞士                                      |
| 《再見父親》‡      | Moon, 66 Questions         | 賈桂琳·倫佐                       | 希腊、 法國                               |
| 《低潮奮起》       | Rock Bottom Riser          | 費恩·席爾瓦                       | 美国                                      |
| 《61號街的恐怖》‡  | The Scary of 61st Street   | 達莎·內克拉索娃                   | 美国                                      |
| 《全員社距中》     | Hygiène sociale            | 德尼·柯特                         | 加拿大                                    |
| 《失落邊境》       | Vị                         | 黎豹                              | 越南、 新加坡、 法國、 泰國、 德国、 臺灣 |
| 《當我們成為風景》 | Nous                       | 愛莉絲·迪亞普                     | 法國                                      |

‡ 表示為LGBT題材電影，可角逐泰迪熊獎。

## 得獎名單
以下為得獎名單：

### 正式競賽片
- 金熊獎：《倒楣性愛和瘋狂A片》 - 拉杜·裘德
- 評審團大獎銀熊獎：《偶然與想像》 - 濱口龍介
- 評審團獎銀熊獎：《巴赫曼老師的教室（德语：Herr Bachmann und seine Klasse）》 - 瑪麗亞·史佩思（德语：Maria Speth）
- 最佳導演銀熊獎：迪奈斯·納吉（德语：Dénes Nagy） - 《自然光線（英语：Natural Light (film)）》
- 最佳主角銀熊獎：瑪倫·艾格（英语：Maren Eggert） - 《我是你的完美男友》
- 最佳配角銀熊獎：莉拉·基茲林格 - 《森林：隨處可見（英语：Forest – I See You Everywhere）》
- 最佳劇本銀熊獎：洪常秀 - 《引言（朝鲜语：인트로덕션 (영화)）》
- 傑出藝術貢獻銀熊獎：伊布蘭·阿蘇阿德（剪輯） - 《警察電影（德语：Una película de policías）》

### 邂逅單元
- 最佳影片：《當我們成為風景（法语：Nous (film)）》 - 愛麗絲·迪奧普（英语：Alice Diop）
- 最佳導演：
  - 拉曼·楚舍（德语：Ramon Zürcher (Regisseur)）、席爾萬·楚舍（德语：Silvan Zürcher） - 《女孩和蜘蛛（德语：Das Mädchen und die Spinne）》
  - 德尼·柯特 - 《全員社距中（法语：Hygiène sociale）》
- 評審團特別獎：《失落邊境（德语：Taste (2021)）》 - 黎豹
- 特別提及：《岩底崛發（德语：Rock Bottom Riser）》 - 費恩·席爾瓦（德语：Fern Silva）

### 費比西獎
- 正式競賽單元：《當我們仰望天空時看到什麼（德语：Ras wchedawt, rodessaz zas wuqurebt?）》 - 亞歷山大·科貝里澤（德语：Alexandre Koberidze）
- 邂逅單元：《女孩和蜘蛛（德语：Das Mädchen und die Spinne）》 - 拉曼·楚舍（德语：Ramon Zürcher (Regisseur)）、席爾萬·楚舍（德语：Silvan Zürcher）
- 電影大觀單元：《Brother's Keeper》 - Ferit Karahan
- 論壇單元：《Ski》 - Manque La Banca

### 其他獎項
- 最佳處女長片：《六十一號的恐怖（英语：The Scary of Sixty-First）》 - 達莎·涅克拉索娃（英语：Dasha Nekrasova）
- 最佳處女長片特別提及：《最終邏輯》 - 芭狄亞·亞德加里、伊桑·米爾霍謝尼
- 最佳紀錄片：《當我們成為風景》 - 愛麗絲·迪奧普（英语：Alice Diop）
- 最佳紀錄片特別提及：《占領五十四年》 - 艾維·莫拉比（英语：Avi Mograbi）

## 外部連結
- 官方网站